# Henri van den Berg
Hendrik (Henri) van den Berg (Amsterdam, 25 maart 1857 – Deventer, 26 augustus 1900) was een Nederlands componist, dirigent  en violist.
Hij werd geboren binnen het gezin van kantoorbediende Hendrik van den Berg en Jeannette Louise Elisabeth Edauw. In 1884 huwde hij Johanna de Vroom. Hun zoon Evert Johan van den Berg werd bekend gebitschirurg. Henri verbleef in 1899 enige tijd in een sanatorium in Davos, maar ging het jaar daarop toch ten onder aan tuberculose, toen hij 43 jaar oud was.
Zijn muzikale opleiding kreeg hij van Joseph Cramer. Hij mocht verder studeren aan het conservatorium in Keulen. In 1878 werd hij benoemd tot vioolleraar aan de muziekschool van Deventer. Tevens werd hij er directeur van zangvereniging Euterpe. Hij was daarin opvolger van Cornelis Alijander Brandts Buijs en zou opgevolgd worden door Johan Wilhelm Wensink. Hij volgde Brandts Buijs ook op als beiaardier van de stad (1886). Los van deze werkzaamheden gaf hij ook enkele concert in Deventer en omgeving, zoals in 1884 met Christine Veltman. In 1886 vatte hij het plan om in een monsterconcert werken uit te voeren van Johannes Worp (Een lentedag) en Willem Nicolaï (Zweedsche Nagtigaal). Bij die gelegenheid in februari 1886 zongen 300 kinderen, was er orkest-, piano- en orgelbegeleiding. Een jaar later stonden 350 kinderen op het podium om zich opnieuw te verdiepen in Een lentedag, maar ook in Vrij-af van de componist/dirigent. Vrij-af onderging een kleine Nederlandse tournee met uitvoeringen tot in Rotterdam (1889). In 1894 nam hij bovendien het Apeldoorns koor Caecilia over van August Winter.
Op 2 januari 1900 werd een benefietconcert voor hem georganiseerd in het Concertgebouw in Amsterdam. Medewerkenden en organisatoren waren Johan Messchaert, Julius Röntgen, Bram Eldering, André Spoor  en Isaäc Mossel. Opbrengsten gingen naar zijn verpleging in Davos.
Van zijn hand verscheen een aantal werken:
- Caila Lapi, een opera met een libretto van Willem Adrianus Alexander Liernur, die het tot uitvoeringen bracht tot in Gent en Luik, de componist en zijn vrouw speelden regelmatig de hoofdrol in de opera; de première van deze opéra comique vond plaats op 30 januari 1891; het werd regelmatig uitgevoerd tot 1904
- Vrij-af, een kindercantate met tekst van D.M.Maaldrink
- Hulde aan H.M. de koningin-regentes Emma, cantate voor gemengd koor, kinderkoor en orkest, tekst van A. Kloosterman
- Zes kinderliederen op tekst van N. Veenstra
- Liederen voor koor
- Lustspiel-ouverture
- Ortnitt en Liebgart, muziekdrama op tekst van mr. H. Trip (1897)
- Blauw

- International Standard Name Identifier: 0000 0003 8882 249X
- Nederlandse Thesaurus van Auteursnamen: 18873001X
- Virtual International Authority File: 282113251
- WorldCat: E39PBJh8RXxy4MgHdkKWPRB9Dq